# Kvalifikacije za Nacionalnu ligu 1933.
Prednatjecanje za prvenstvo Jugoslavije u nogometu 1934. ili Kvalifikacije za Nacionalnu ligu 1934. bilo je izlučno nogometno natjecanje za završnicu Državnog prvenstva 1934. koju je organizirao Jugoslavenski nogometni savez. Prednatjecanje je odigrano od 25. lipnja 1933. godine do 29. listopada 1933. godine za vrijeme trajanja Državnog prvenstva 1932./33. Na izvanrednoj sjednici Jugoslavenskog nogometnog saveza 1. travnja 1934. predložen je, a 13. srpnja 1934. godine i izglasan novi natjecateljski sustav za sezonu 1934. Prednatjecanje po novom natjecateljskom sustavu odigrano je od 15. srpnja 1934. godine do 18. studenog 1934. godine.  

## Natjecateljski sustav 1933.
Najbolje momčadi iz podsaveznih prvenstva bile su razvrstane u dvije skupine, Zapadnu (5 momčadi) i Istočnu (10 momčadi), u kojima se igralo po dvostrukom kup natjecateljskom sustavu. Pobjednici skupina trebali su odigrati utakmice doigravanja s dvetoplasiranom i desetoplasiranom momčadi iz Nacionalne lige 1932./33. za ulazak u Nacionalnu ligu 1934. Jugoslavenski nogometni savez je 17. prosinca 1933. godine donio odluku da pobjednici skupina izravno ulaze u Nacionalnu ligu, a devetoplasirana i desetoplasirana momčad, zajedno s jedanaestoplasiranom momčadi ispada iz nje.
| Podsavez         | Klub                  | Podsavezno prvenstvo | Prednatjecanje za Prvenstvo JNS-a |
| ---------------- | --------------------- | -------------------- | --------------------------------- |
| Zagrebački       | Viktorija (Zagreb)    | prvak                | Zapadna skupina                   |
| Splitski         | RSK Split (Split)     | prvak                | Zapadna skupina                   |
| Beogradski       | Šparta (Zemun)        | prvak                | Istočna skupina                   |
| Ljubljanski      | SSK Maribor (Maribor) | prvak                | Zapadna skupina                   |
| Subotički        | Tri zvezde (Apatin)   | prvak                | Zapadna skupina                   |
| Sarajevski       | SAŠK (Sarajevo)       | prvak                | Istočna skupina                   |
| Osječki          | Hajduk (Osijek)       | prvak                | Zapadna skupina                   |
| Skopski          | SSK (Skoplje)         | prvak                | Istočna skupina                   |
| Novosadski       | NAK (Novi Sad)        | prvak                | Istočna skupina                   |
| Velikobečkerečki | ŽAK (Veliki Bečkerek) | prvak                | Istočna skupina                   |
| Niški            | Građanski (Niš)       | prvak                | Istočna skupina                   |
| Niški            | Jugoslavija (Niš)     |                      | Istočna skupina                   |
| Niški            | Car Lazar (Kruševac)  |                      | Istočna skupina                   |
| Kragujevački     | Jedinstvo (Paraćin)   | prvak                | Istočna skupina                   |
| Kragujevački     | Šumadija (Kragujevac) |                      | Istočna skupina                   |

## Rezultati

### Zapadna skupina
1. podskupina
| Datum            | Mjesto  | Momčadi           | Rezultat |
| ---------------- | ------- | ----------------- | -------- |
| 1. krug          |         |                   |          |
| 25. lipnja 1933. | Maribor | Maribor – Split   | 1:1      |
| 2. srpnja 1933.  | Split   | Split – Maribor   | 2:0      |
| 2. krug          |         |                   |          |
| 23. srpnja 1933. | Zagreb  | Viktorija – Split | 2:1      |
| 30. srpnja 1933. | Split   | Split – Viktorija | 3:2      |

2. podskupina
| Datum              | Mjesto | Momčadi                      | Rezultat |
| ------------------ | ------ | ---------------------------- | -------- |
| 6. kolovoza 1933.  | Apatin | Tri zvezde – Hajduk (Osijek) | 0:0      |
| 20. kolovoza 1933. | Osijek | Hajduk (Osijek) – Tri zvezde | 1:2      |

Završnica
| Datum           | Mjesto | Momčadi            | Rezultat |
| --------------- | ------ | ------------------ | -------- |
| 3. rujna 1933.  | Split  | Split – Tri zvezde | 4:0      |
| 10. rujna 1933. | Apatin | Tri zvezde – Split | 4:1      |

Izboreno prvo mjesto Splitu nije donijelo plasman u viši rang – jer kvalifikacije nisu priznate.

### Istočna skupina
1. podskupina
| Datum               | Mjesto     | Momčadi                                  | Rezultat |
| ------------------- | ---------- | ---------------------------------------- | -------- |
| 1. krug             |            |                                          |          |
| 13. kolovoza 1933.  | Niš        | Građanski (Niš) – Šumadija (Kragujevac)  | 2:1      |
| 20. kolovoza 1933.  | Kragujevac | Šumadija (Kragujevac) – Građanski (Niš)  | 2:2      |
| 13. kolovoza 1933.  | Niš        | Jugoslavija (Niš) – Car Lazar (Kruševac) | :        |
| 20. kolovoza 1933.  | Kruševac   | Car Lazar (Kruševac) – Jugoslavija (Niš) | :        |
| 2. krug             |            |                                          |          |
| 27. kolovoza 1933.  | Kruševac   | Car Lazar (Kruševac) – Građanski (Niš)   | 2:3      |
|                     | Niš        | Građanski (Niš) – Car Lazar (Kruševac)   | :        |
| 13. kolovoza 1933.  | Paraćin    | Jedinstvo (Paraćin) – SSK (Skoplje)      | :        |
| 20. kolovoza 1933.  | Skoplje    | SSK (Skoplje) – Jedinstvo (Paraćin)      | 2:0      |
| 3. krug             |            |                                          |          |
| 17. rujna 1933.     | Niš        | Građanski (Niš) – Jedinstvo (Paraćin)    | 3:1      |
| 24. rujna 1933.     | Paraćin    | Jedinstvo (Paraćin) – Građanski (Niš)    | 0:2      |
| 4. krug             |            |                                          |          |
| 8. listopada 1933.  | Niš        | Građanski (Niš) – SAŠK (Sarajevo)        | 4:0      |
| 15. listopada 1933. | Sarajevo   | SAŠK (Sarajevo) – Građanski (Niš)        | 2:0      |

 2. podskupina
| Datum            | Mjesto          | Momčadi                                | Rezultat |
| ---------------- | --------------- | -------------------------------------- | -------- |
| 1. krug          |                 |                                        |          |
| 23. srpanj 1933. | Novi Sad        | NAK (Novi Sad) – Šparta (Zemun)        | 1:4      |
| 30. srpanj 1933. | Zemun           | Šparta (Zemun) – NAK (Novi Sad)        | 7:1      |
| 2. krug          |                 |                                        |          |
| 3. rujna 1933.   | Veliki Bečkerek | ŽAK (Veliki Bečkerek) – Šparta (Zemun) | 1:4      |
| 10. rujna 1933.  | Zemun           | Šparta (Zemun) – ŽAK (Veliki Bečkerek) | 5:0      |

Završnica
| Datum               | Mjesto | Momčadi                          | Rezultat |
| ------------------- | ------ | -------------------------------- | -------- |
| 22. listopada 1933. | Zemun  | Šparta (Zemun) – Građanski (Niš) | 3:2      |
| 29. listopada 1933. | Niš    | Građanski (Niš) – Šparta (Zemun) | 0:2      |

Šparta se trebala plasirati u Nacionalnu ligu, ali je kasnije promijenjen natjecateljski sustav